# Tortuguinha-ípsilon
A Tortuguinha-ípsilon, ou tartaruguinha-ípsilon (Deloyala cruciata) é uma espécie de Besouro-tartaruga da família Cassidinae. 
Alimenta-se de espécies de Convolvuláceas do gênero Ipomoea, entre elas a Glória da Manhã.